# سيتي يير
سيتي يير (City Year) هي منظمة تعليمية غير ربحية تشارك المدارس العامة الشديدة الاحتياج لتوفير خدمات التدخل الطلابي المستهدف. تقوم فرق سيتي يير المكونة من أعضاء أميريكوربس (AmeriCorps) البالغ عمرهم ما بين 17 سنة و24 سنة الموجودة في جماعات الولايات المتحدة وفي فروعها الدولية على دعم الطلاب عن طريق التركيز على نسبة حضورهم وسلوكياتهم وأدائهم في الفصل عبر الدعم داخل الفصل والدعم الفردي والإرشاد الطلابي للمجموعات الصغيرة وتقديم المشورة وعمل برامج لا منهجية من أجل جذب الطلاب إلى المدرسة ودفعهم على طريق النجاح. وتؤكد ثقافة هذه المنظمة على قيم القيادة والتنوع وخدمة المجتمع.

## معلومات تاريخية
تأسست سيتي يير عام 1988 على يد مايكل براون (Michael Brown) وألان خازي (Alan Khazei)، اللذين كانا رفيقي حجرة واحدة في كلية هارفارد للحقوق (Harvard Law School)، واللذين شعرا بعمق بالدور الذي يمكن أن يقدمه الشباب إذا ما وظفوا توظيفًا مناسبًا في علاج القضايا الملحّة. أنشأوا سيتي يير إيمانًا منهم بأن الشخص بمفرده يمكنه صنع المعجزات، ومنذ نشأة سيتي يير وهي تعمل على النهوض بنظرة المجتمع إلى الخدمة نظرًا لأنها هي الأمل - والفرصة الحقيقية - لتغيير واقع المواطنين في أنحاء العالم.
وتتمثل رؤية سيتي يير في أنه سيأتي اليوم الذي ينتشر فيه سؤال يوجه إلى أي شاب ألا وهو «أين ستؤدي سنة الخدمة؟»
ويركز أعضاء المنظمة جهودهم مبدئيًا على إعادة التأهيل الاجتماعي وتجميل الأحياء السكنية وتنمية الوعي الاجتماعي في بوسطن. واتسع نطاق المنظمة بمرور الوقت وافتتحت مراكز لها في 24 مدينة في أرجاء الولايات المتحدة ورجعت إلى رؤيتها التي تركز على محاربة أزمات التسرب.
وأوحت زيارة للرئيس بيل كلينتون أثناء مدة رئاسته 1992 في الولايات المتحدة، باستثمار خبرات براون وألان خازي وغيرهما في إنشاء أميريكوربس انطلاقًا من برنامج رعاية الخدمة الوطنية والمجتمعية الصادر عام 1993. ومنذ ذلك الحين، أسهم ما يزيد عن 575000 عضو من أعضاء أمريكوربس بأكثر من 700 مليون ساعة خدمة عامة. وأصبح أعضاء أمريكوربس المتطوعون الذين كانوا يخدمون بلا مقابل يتقاضون أجرًا من الحكومة الفيدرالية عبر مؤسسة الخدمات الوطنية والمجتمعية (Corporation for National and Community Service) (بلغ تمويلها عام 2010 1,6 مليار دولار أمريكي) وظهرت فيما بعد مجموعة من المنح المماثلة منها منحة سيجال أمريكوربس الدراسية (Segal Americorps Education Award). ومنظمة سيتي يير، وآلاف من المنظمات غير الربحية الأخرى، هي عضو في شبكة أمريكوربس - برنامج من برامج مؤسسة الخدمات الوطنية والمجتمعية.
وفي أوائل عام 2005، افتتحت سيتي يير أول مركز دولي في جنوب أفريقيا. وتلى ذلك إنشاء الفرع الدولي الثاني في لندن بإنجلترا عام 2010.
وفي عام 2006، بعد أن وقع إعصار كاترينا بمنطقة الخليج، افتتحت سيتي يير مركزًا لها في لويزيانا للمساعدة في أعمال الإعمار. وكان شعار أعضاء جهاز لويزيانا (Louisiana Corps) هو «جئنا لنخدم جئنا لنبقى».;
وفي عام 2009، أعلن مايكل براون مبادرة «في المدرسة وعلى المسار الصحيح: التحدي الدولي.» وكانت مبادرة في المدرسة وعلى المسار الصحيح تستهدف وصول أعضاء جهاز سيتي يير إلى 50% من إجمالي الطلاب الخارجين عن المسار الصحيح في الأربع والعشرين موقعًا لسيتي يير في الولايات المتحدة، وهو ما يدعو إلى زيادة عدد أعضاء الجهاز إلى 6000 وإشراك المناطق التعليمية والقطاع الخاص والحكومة الفيدرالية عن طريق الأمريكوربس في هذه المبادرة.
وبمرور الوقت، اتسع نطاق المنظمة وأصبحت تركز على محاربة أزمة التسرب الدراسي في التعليم الأمريكي. يقوم أعضاء سيتي يير بدور «رأس المال البشري» في المدارس الابتدائية والإعدادية والثانوية المتدنية المستوى، حيث تعمل المنظمة على توفير خدمات التدخل الأكاديمية المستهدفة للطلاب المتهربين، وذلك بهدف الحد من عدد المنسحبين من طلاب الثانوية.
وفي عام 2012، أعلن مايكل براون - أحد مؤسسي سيتي يير ورئيسها التنفيذي - الإستراتيجية الطويلة الأجل لتأثير سيتي يير. وورد في هذه الخطة أن سيتي يير تود توسيع دائرة أعضائها ليصل عددهم إلى 14000 عضو موزعين على 38 مدينة من مدن الولايات المتحدة.

## خدمة الدوام الكامل المدرسي

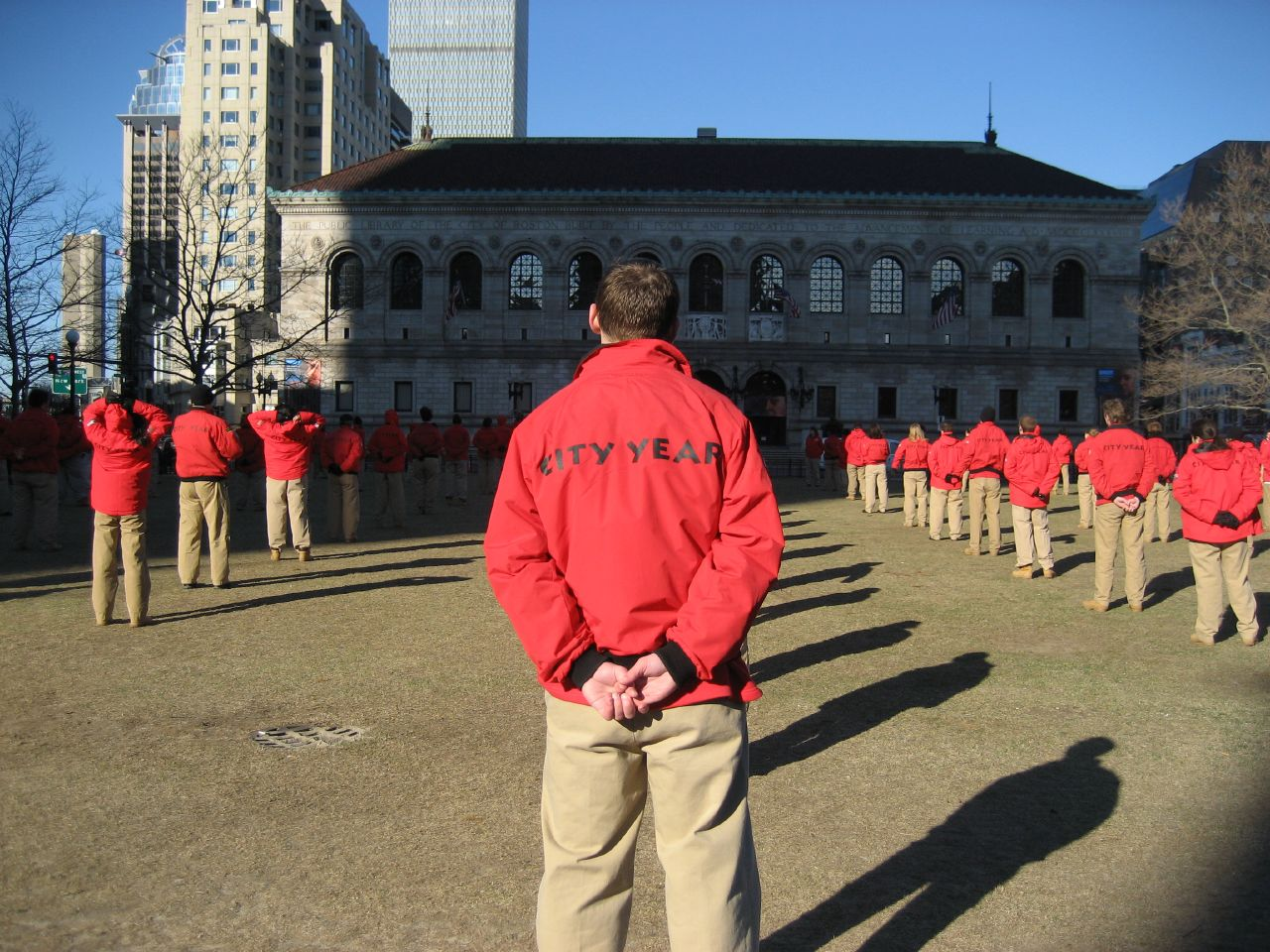
أعضاء جهاز سيتي يير

ويُكلف الشخص فيما بين سن 17 وحتى 24 بحضور خدمة مدتها عشرة أشهر في سيتي يير، ويقضي هذه الفترة في أداء مجموعة من الخدمات وتطوير مهارات القيادة والمشاركة المدنية بوصفه عضوًا من أعضاء الجهاز.
ويعمل أعضاء الجهاز في المدارس دوامًا كاملاً يقضونه في تقديم الدعم الأكاديمي والبرامج اللامنهجية وذلك للتصدي للتحديات التي تواجه التعليم العام. وتعمل هذه الشراكات المدرسية ضمن إطار يعرف بـمدرسة متكاملة، طفل متكامل (WSWC). ويتكون هذا البرنامج من عدة مكونات تهدف إلى تحسين الحضور المدرسي وسلوك الطلاب وأداء الدورات في الإنجليزية والرياضيات. وهذه العوامل الثلاثة -تسمى «الأبجديات»- هي مؤشرات إنذار مبكر تدل بكل وضوح على الطلاب المعرضين للتسرب من التعليم الثانوي. وتشير الدراسات إلى أن الطفل الذي تبدو عليه إحدى هذه العلامات منذ الصف السادس الابتدائي يحتمل تسربه من التعليم بنسبة 75 في المئة. والوصول إلى مثل هؤلاء الأطفال في الوقت المناسب وتقديم الدعم الصحيح لهم هو الفيصل في استمرار الطفل إلى حين التخرج من عدمه.
يقدم أعضاء المنظمة إرشادًا طلابيًا فرديًا وجماعيًا لتحسين مهارات الرياضيات والقراءة والكتابة، ويعملون على نشر مناخ مدرسي إيجابي عن طريق استضافة مجموعة من أحداث في المساء وفي العطلات الأسبوعية بهدف إشراك الطلاب وعائلاتهم والمجتمع المدرسة والمجتمع المحلي.
وفي العام الدراسي 2012 - 2013، قدم 2500 عضو من أعضاء جهاز سيتي يير خدمات لما يقارب 150000 طالب في 238 مدرسة داخل البلاد.

## الخدمة الوطنية عن طريق القيادة
كان تاريخ سيتي يير الطويل في الخدمة المجتمعية هو ما أسهم في توطيد دورها في المدارس. وأصبحت سيتي يير منذ عام 1988 رائدة في النهوض بحركة الخدمة الوطنية ووجهت إلى تأسيس أمريكوربس وساعدت في تمرير قانون إدوارد كينيدي لخدمة أمريكا (Edward M. Kennedy Serve America Act) وإنشاء فويسز للخدمة الوطنية (Voices for National Service). وتطبق سيتي يير مبادئ الخدمة الوطنية على عملها مع الطلاب وهي بذلك تبني الوعي والدعم لمبادرات الخدمة الوطنية والدولية.
وسيتي يير عضو في ائتلاف فويسز للخدمة الوطنية وسيرفيس نايشن (National Service and ServiceNation).

## الجهاز
تتراوح أعمار أعضاء جهاز سيتي يير ما بين 17 إلى 24 سنة وفيما بينهم تنوع كبير من حيث الجنس والعرق والدين والتعليم. ويقدر حديثو التخرج بنسبة 60% من أعضاء الجهاز، في حين يقدر الدارسون في الجامعة بنسبة 20%، أما الحاصلون حديثًا على الشهادة الثانوية فنسبتهم 20%.
يبدأ أعضاء الجهاز مدة الخدمة في الإجازة الصيفية متحملين أسابيع طوالاً من التدريب الشاق قبل بدء العام الدراسي الذي ما إن يبدأ إلا وتجدهم يخدمون في فريق مدرسة من المدارس. وأثناء هذا التدريب يوجهون إلى تبني ثقافة سيتي يير ويتدربون على كيفية العمل في المدارس.
ويتلقى أعضاء جهاز سيتي يير -مثل باقي أعضاء أمريكوربس- بدل إعانة معيشة نصف شهرية أو إعانة مالية. وتختلف هذه الإعانة المالية بحسب تكلفة المعيشة في المركز الخاص الذي يخدم فيه العضو. ويتلقى كثير من أعضاء جهاز سيتي يير إعانات نقل من هيئة المواصلات المحلية.
وتعمل سيتي يير وفق برنامج شديد الانتقائية. ففي العام الماضي أتيح لواحد من بين كل خمسة متقدمين فرصة الالتحاق بصفوف الجهاز الحالي.